# Anthony Collins
Anthony Collins, angleški filozof, * 21. junij 1676, Heston, Grofija Middlesex, Anglija, † 13. december 1729, London.
Velja za enega vodilnih predstavnikov deizma prve polovice 18. stoletja.

## Življenje
Collins se je rodil v Hestonu blizu Houslow v Middlesex, Anglija v družini odvetnikov. Obiskoval je Eton College in King's College, Univerze v Cambridgeu. Nato je študiral pravo na Middle Temple, vendar ga to ni zanimalo. Leta 1698 se je poročil z Martho Child, hčerko premožnega londonskega trgovca, ki je umrla med drugim porodom leta 1703. Po smrti sina se je leta 1724 ponovno poročil z Elizabeth Wrottesley, s katero je imel dve hčerki. Oče mu je podaril posestvo v Essexu, kjer je spoznal filozofa Johna Locka, s katerim si je dopisoval o različnih filozofskih temah in je ta nanj tudi pomembno vplival. Kasneje se je tam ustalil in služil kot komisar za davke in nato okrožni blagajnik. Veljal je za ljubitelja knjig in je imel eno takrat največjih knjižnic s 6906 knjigami, predvsem s področja zgodovine, filozofije in teologije. Umrl je leta 1729 zaradi žolčnih kamnov.
V enem od svojih pisem Collinsu je Locke napisal: “ Verjemite, moj dobri prijatelj, ljubiti resnico za voljo resnice, je glavni del človekove popolnosti na tem svetu in seme vseh drugih vrlin; in če se ne motim, je imaš ti toliko, kot je še nisem srečal v komerkoli ”.

## Delo
Večina njegovih del je bilo objavljenih anonimno. V njih se je ukvarjal z determinizmom, zavestjo, svobodno voljo, svobodomiselnostjo in kritiziral Cerkev. Njegova osrednja strast je razum, zlasti v povezavi z religijo. Collinsa je motivirala nenaklonjenost do verskega preganjanja in vprašanja glede verske svobode so pogosto prisotna v njegovih delih. Ta je mogoče razdeliti na tista, ki so predvsem filozofska, in tista, ki so bolj ozko religiozna, vendar so povezave med njimi jasne. Nanj so pomembno vplivale ideje Hobbesa, Spinoze, Bayla in Locka.
V svojem delu Esej o uporabi človeškega razuma (An Essay concerning the Use of Reason), ki je izšlo leta 1707 se Collins ukvarja z determinizmom in svobodno voljo, pri tem je narava človekovih odločitev in dejanj osrednja za razpravo. Vrsta determinizma, ki ga zagovarja Collins, izhaja iz njegovega materialističnega, empiričnega in naturalističnega prikaza zavesti. Collins pravi, da sta zavedno iskanje užitka in izogibanje bolečinam najosnovnejši motiv delovanja, zato so zavestna bitja obdarjena z željo po sreči. Meni tudi, da če je določeno vedenje živali, mora to veljati tudi za ljudi. Zavrača človekovo svobodno voljo, saj pravi, da so vse stvari, vključno z izbiro ljudi, določene v njihovih vzrokih in jih kot takšne lahko predvideva vsevedni Bog.
Collins je zagovarjal stališče imenovano nujnost (necessitarianism), ki zanika vse ostale možnosti in pravi, da obstaja le en, obstoječ svet. Leta 1717 je objavil delo A Philosophical Enquiry Concerning Human Liberty, v katerem zavrača svobodno voljo, in je eno ključnih del, ki zagovarja deterministično stališče.
V del razprava o svobodi mišljenja (A Discourse of Freethinking, occasioned by the Rise and Growth of a Sect called Freethinkers) izdanem leta 1713 Collins zagovarja svobodomiselnost. Gre za filozofsko stališče, da osebno mnenje ne sme biti podvrženo avtoritetam in tradicionalnim stališčem ali dogmam ter da mora resnica temeljiti le na empirizmu, razumu in logiki. Verjame, da je svobodno razmišljanje pravica, ki je ni mogoče in ne sme biti omejena, saj je edino sredstvo za spoznavanje resnice. To prispeva k blaginji družbe, in jo Biblija ne samo dovoljuje, ampak tudi spodbuja. Trdi tudi, da prva uvedba krščanstva in uspeh vseh misijonskih podvigov vključujeta svobodomiselnost spreobrnjenih.
Collins je bil kritik hierarhije Anglikanske Cerkve. V delu Historični in kritični esej o 39. členih Anglikanske Cerkve (An Historical and Critical Essay on the Thirty Nine Articles of the Church of England, 1724), Collins med drugim podrobno preuči zgodovino “20. člena” in trdi, da gre za ponaredbo. Če bi bilo to res, Cerkev ne bi imela avtoritete in pristojnosti za verske obrede. Collins meni, da bi bilo bistvo pravična religije, ki omogoča vsakemu človeku lastno zavest, ki jo lahko uporabi in sledi svoji presoji v povezavi z razumevanjem in sledenjem svetega pisma.

### Dopisovanje med Collinsom in Clarkom
Med Collinsom in angleškim filozofom Samuelom Clarkom, ki je bil del Newtonovega kroga, je prišlo do razprave o naravi zavesti. Glavni poudarek dopisovanja je bila možnost materialistične teorije uma. Collins je zagovarjal materialistični položaj, medtem ko je Clarke nasprotoval takemu mnenju in trdil, da se morata um in zavest ločiti od materije. V korespondenci sta se spraševala tudi o izvoru zavesti, osebni identiteti, svobodni volji in determinizmu.
V sklopu razprave so nastala naslednja dela:
- A Letter to Mr. Dodwell, 1706
- A Reply to Mr. Clarke's Defence of His Letter to Mr. Dodwell
- Reflections on Mr. Clarke's Second Defence of His Letter to Mr. Dodwell
- An Answer to Mr. Clarke's Third Defence of His Letter to Mr. Dodwell, 1708

## Dela
- An Essay Concerning the Use of Reason, 1707
- Priestcraft In Perfection 1710
- A Vindication of the Divine Attributes, in some Remarks on His Grace the Archbishop of Dublin's sermon intitled “Divine Predestination Consistent with the Freedom of Man's Will”, 1710
- A Discourse of Free-Thinking, 1713
- Philosophical Inquiry Concerning Human Liberty, 1717
- A Discourse on the Grounds and Reasons of the Christian Religion, 1724
- An Historical and Critical Essay on the Thirty Nine Articles of the Church of England, 1724
- The Scheme of Literal Prophecy Considered, 1726
- A Discourse concerning Ridicule and Irony in Writing, 1729

Opomba: Nobeno njegovo delo ni bilo prevedeno v slovenščino.